# Патула Сергій Степанович
Сергій Степанович Патула (нар. 5 травня 1986, Дніпродзержинськ, Дніпропетровська область, УРСР) — український футболіст, півзахисник.

## Життєпис
Вихованець дніпродзержинських клубів «Континент-Прометей» та «Ікар». У 2000 році потрапив до молодіжної академії донецького «Шахтаря», в якій займався до 2003 року. Дорослу футбольну кар'єру розпочав 2004 року в складі «Сталі-2» (Дніпродзержинськ), яка виступала в чемпіонаті Дніпропетровської області. Наступного року перейшов до друголіговій білоцерківській «Росі», у футболці якої дебютував у професіональному футболці. У 2008 році перейшов у «Фенікс-Іллічовець», за який провів 20 матчів у Першій лізі України. У січні 2009 року відправився на перегляд у «Таврію», але сімферопольському клубу не підійшов, тому перебрався в першоліговий «Севастополь». По завершенні сезону 2008/09 років залишив команду з однойменного міста.
Потім грав на аматорському рівні. У 2010 році виступав за петриківський «Факел» у чемпіонаті Дніпропетровської області, а наступного року — за красноперекопський «Хімік».
Влітку 2010 року повернувся до Дніпродзержинська, де підсилив місцеву «Сталь». У команді грав протягом двох з половиною сезонів. З 2013 по 2015 рік виступав у чемпіонаті Дніпропетровської області за «Сталь-2» (Дніпродзержинськ), «ВПК-Агро» та «Олімпік» (Петриківка). У 2017 році переїхав до клубу Канадської ліги сокеру «Воркута» (Торонто), за яку виступав до 2018 року.